# Гасанов, Тарлан Алигейдар оглы
Тарлан Алигейдар оглы Гасанов (азерб. Tərlan Əliheydər oğlu Həsənov; род. 26 ноября 1942, Новая Акстафа) — азербайджанский и советский самбист и дзюдоист, тренер по дзюдо и самбо, президент профессионального спортивного клуба дзюдо «Канокан ТТ», судья всесоюзной категории (1980), Заслуженный тренер Азербайджанской ССР (1989), Заслуженный деятель физической культуры и спорта Азербайджана (2019). Тарлан Гасанов — один из первых тренеров и судей Азербайджана по дзюдо. Личный тренер олимпийского чемпиона Хидаята Гейдарова.

## Биография
Тарлан Гасанов родился 26 ноября 1942 года в городе Газах Азербайджанской ССР в семье актёра Алигейдара Гасанзаде и актрисы Рухсары Агаевой. Через год после рождения Тарлана его отцу было присвоено звание Заслуженного артиста Азербайджанской ССР. В 1949 году семья переехала в Баку.
В детстве он заболел, проходил долгое лечение и врачи запретили мальчику заниматься спортам. Но когда Тарлану было 14 лет, он без разрешения родителей записался на секцию вольной борьбы. Его первым тренером был серебряный призёр Олимпийских игр 1952 года в Хельсинки Рашид Мамедбеков. Через некоторое время Гасанов выиграл чемпионат города Баку. Узнав о достижении сына, Алигейдар Гасанзаде разрешил ему продолжать заниматься борьбой.
Во время службы в десантных войсках в Белоруссии Тарлан Гасанов познакомился с самбо и с дзюдо. После окончания службы в армии он начал заниматься самбо в «Динамо», неоднократно становился победителем и призером бакинских и республиканских чемпионатов. Одновременно с этим Гасанов работал заведующим художественным отделом в театре песни имени Рашида Бейбутова.
В августе 1972 года он начал проводить тренировки по дзюдо и самбо в спортивном обществе «Локомотив». В то время ни в Азербайджане, ни в СССР дзюдо не было развито. Советские самбисты участвовали в чемпионате Европы, но поскольку дзюдо был японским вид спорта и считался «капиталистическим», к участию в соревнованиях по дзюдо советских спортсменов не допускали. Однако, 22 ноября 1972 года Спорткомитет СССР принял решение о развитии дзюдо на всей территории СССР. Через два года решением Спорткомитета Гасанов был назначен главным тренером сборной СССР среди юниоров и школьников.Воспитанники Гасанова принимали участие в всесоюзных соревнованиях и чемпионатах СССР и добились высоких результатов.
Тарлан Гасанов окончил исторический факультет Азербайджанского государственного университета.
В 1980 году Тарлан Гасанов был удостоен звания судьи всесоюзной категории, а в 1989 году — Заслуженного тренера Азербайджанской ССР.
В 2012 году вместе со своим учеником Азером Аскеровым открыл в центре Баку спортивный клуб «Judo Club 2012», имеющий материально-техническую базу по самым современным на тот момент стандартам.
В 2019 году Гасанову присвоено почетное звание Заслуженный деятель физической культуры и спорта Азербайджана. В октябре 2021 года был награждён японским орденом Восходящего солнца с Серебряными лучами «за неоценимую роль в развитии дружественных отношений с Японией».
3 октября 2022 года распоряжением президента Азербайджанской Республики Ильхама Алиева за заслуги в развитии азербайджанского дзюдо Тарлан Гасанов был награжден орденом «Слава».

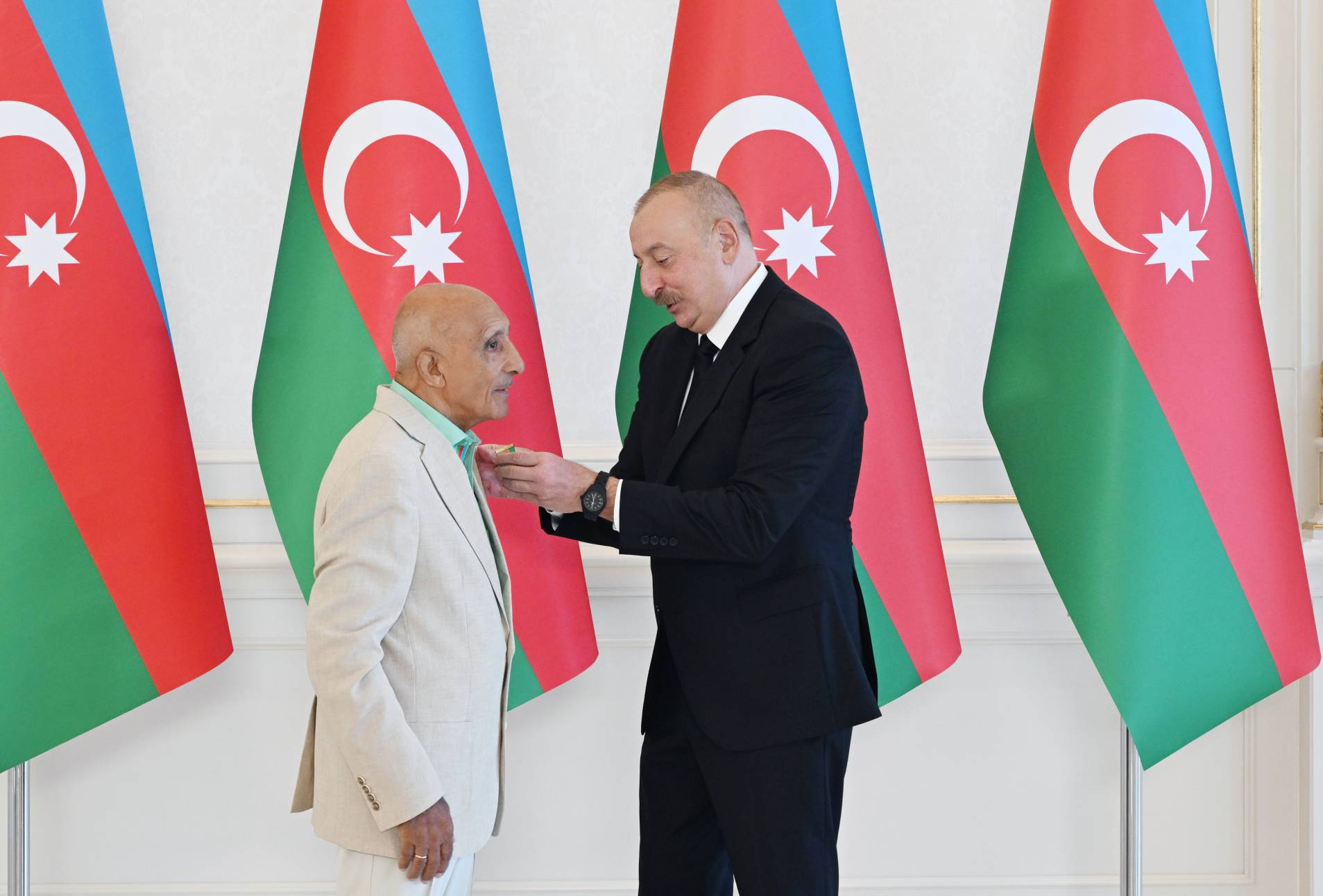
Президент Азербайджана награждает Тарлана Гасанова орденом «За службу Отечеству I степени» за высокие достижения на XXXIII Летних Олимпийских играх в Париже и заслуги в развитии азербайджанского спорта

Воспитанники Тарлана Гасанова, завоевали медали различного достоинства на чемпионатах СССР, Европы и мира, а также на многочисленных других международных соревнованиях. Одним из его воспитанников является олимпийский чемпион, чемпион мира и четырёхкратный чемпион Европы Хидаят Гейдаров. Также Тарлан Гасанов являлся тренером личных тренеров двух олимпийских чемпионов — Агаяра Ахундзаде (тренер олимпийского чемпиона Назима Гусейнова) и Яшара Аллахверди (тренер олимпийского чемпиона Эльнура Мамедли). Воспитанниками Гасанова также были Расим Агамиров, Мамедали Мехтиев, Ильгар Мушкиев, Мурад Фатиев.
Тарлан Гасанов возглавляет профессиональный спортивный клуб по дзюдо «Канокан ТТ», продолжает активно заниматься тренерской и педагогической деятельностью.
29 июля 2024 года впервые воспитанник Гасанова выиграл олимпийское золото. Им стал Хидаят Гейдаров, ставший олимпийским чемпионом на Олимпиаде в Париже. Тарлан Гасанов, который был первым тренером Гейдарова и является его личным тренером, так прокомментировал победу своего воспитанника:
Все могут желать чемпионства, но тот, кто выкладывается полностью ради этой цели – особенный человек. Хидаят именно такой спортсмен. И мы снова стали свидетелями этого. Я говорил с ним за день до старта. Он сказал мне, чтобы я вообще не беспокоился, и все будет хорошо. Мне 82 года, и впервые мой воспитанник стал олимпийским чемпионом. Сейчас я испытываю огромную радость, которую невозможно выразить словами.
Распоряжением президента Азербайджанской Республики Ильхама Алиева от 13 августа 2024 года Тарлан Гасанов за высокие достижения на XXXIII Летних Олимпийских играх в Париже и заслуги в развитии азербайджанского спорта был награждён орденом «За службу Отечеству I степени».